# 全国大串连

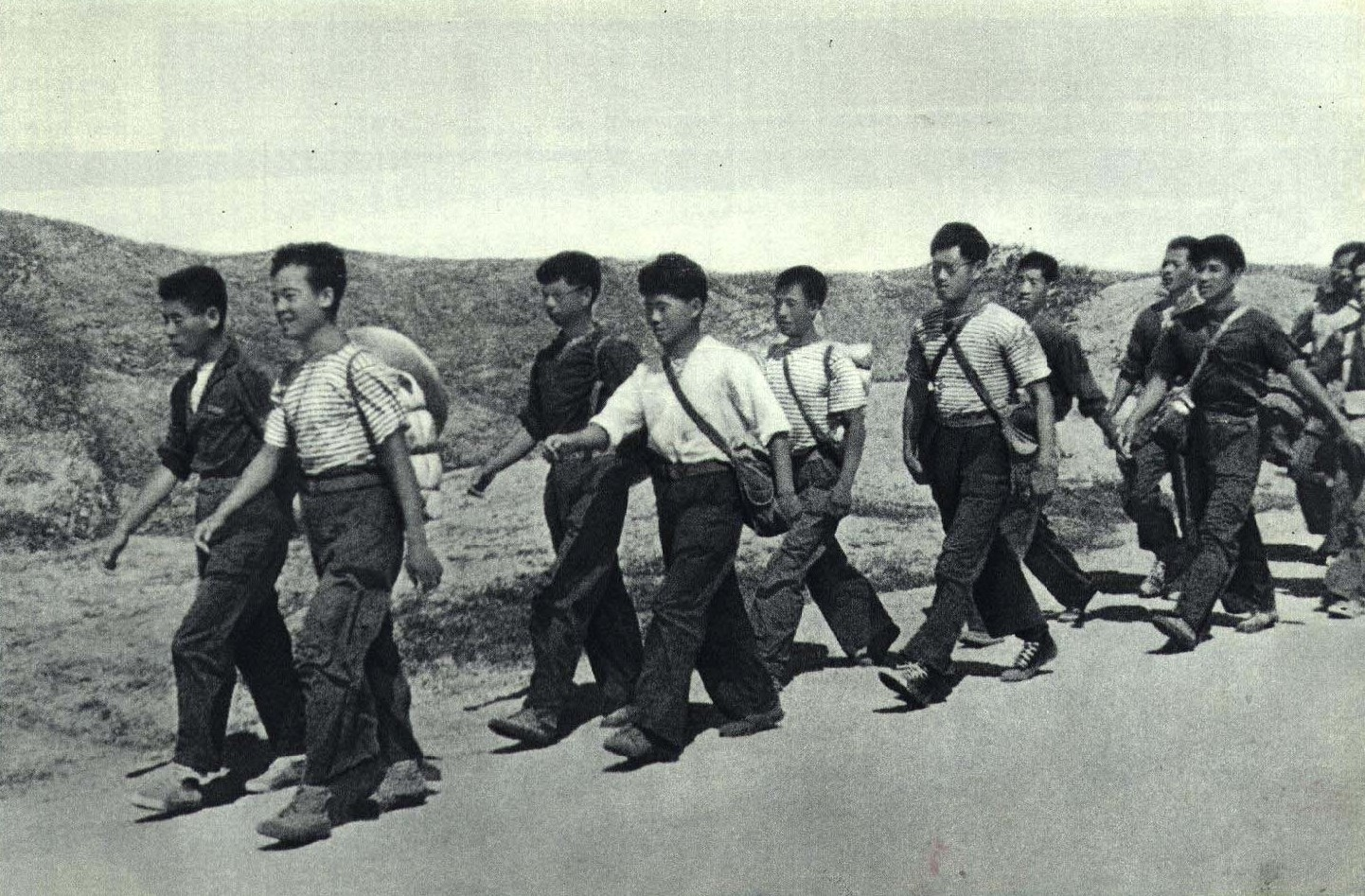
大连海运学院15名红卫兵组成的“长征红卫队”，效仿红军长征，历时1个月，行程2000多里，从大连步行到北京。《人民日报》报道了这一消息并为此发表社论《红卫兵不怕远征难》

全国大串连，简称大串连，又作大串联，是中国共产党主席毛泽东发动文化大革命的社会动员措施之一。1966年，中央文化革命小组表态支持全国各地的学生到北京交流革命经验，也支持北京学生到各地去进行革命串联。1966年9月5日的《关于组织外地高等学校革命师生、中等学校革命师生代表和革命教职工来京参观文化大革命运动的通知》发表后，全国性的大串联活动迅速开展起来。1966年8月到1967年3月，以大中学生红卫兵组织或个人为主体，在全国范围内免费乘车（或步行）、接待（食宿），互相串联、交流和宣传造反的活动。

## 缘起
聂元梓大字报向全国播出后，各大专院校和中学率先响应，受到压抑的外地造反者奔赴北京大学取经，到“中央文革接待站”告状、求援。7月29日到8月12日就有3.6万个单位的71万人次到北大。毛泽东给清华附中红卫兵的回信、中共第八届十一中全会的“十六条”先后造成的强大冲击波，仍未打破各地党政机关领导人对文革抵触、控制的态度、做法。8月18日、8月31日，毛泽东两次接见首都红卫兵和外地来京师生，更加公开了他对红卫兵的肯定、支持，也以个人的权威、魅力吸引着各地青年学生源源不断涌向北京——渴望得到毛泽东接见，渴望带回不同于地方当权派压制运动的中央文革小组的支持声音。

## 发展
1966年9月5日中共中央、国务院发出通知，要求组织外地高等、中等学校学生代表和职工代表来京参观、学习运动经验，交通、生活补贴由国家财政开支。坐车、乘船不要票，吃饭、住宿不花钱。各大中小学校的宿舍、机关单位工厂房屋都腾出来开设接待站。与此同时，全国各地学生奔赴北京，北京红卫兵南下北上去各地煽风点火，各地红卫兵间互相声援，“造反是一家”，到处设立联络站，冲击党政机关、揪斗走资派，“破四旧”，达到了“天下大乱”。
串联从单一的以北京为目的地，到开始向南京、上海、成都、武汉、广州、长沙其他地方辐射分流。出现部分工人、干部离开岗位参加大串联，不少人乘此机会探亲访友、游山玩水。引发了全国范围的客运高峰：长途汽车、内河船只、海运轮船、火车超载均达极限，限载100多人的火车车厢装载到200－300人，茶几上、行李架上、座椅下、椅背上、过道里挤满了乘客，连厕所里、车顶上都有人。步行串连就是在这样的窘况下提出来的。参观革命圣地的红卫兵蜂拥而至，井冈山高峰时达到10万人。井冈山革命斗争博物馆闭馆时间推迟到23点30分，其所辖17个接待站仅炊事员就有近千名，先后接待红卫兵100多万人，耗资250万余元。

## 尾声
1967年2月3日、3月19日中共中央两次发出停止全国大串联的通知，各地接待站陆续撤销，串联逐渐减少，但学生依然能免费乘车、免费吃住。1967年8月，毛泽东号召“就地闹革命”，10月，中共中央发文要求“复课闹革命”，大串联活动才基本结束。

## 影响
大串连造成的革命氛围，使学生红卫兵脱离日常生活角色和行为规范，进入自己确定行动目标的无政府状态，虚假的自由、崇高感，刺激了革命造反、打破修正主义党政体系的意图。与毛泽东1966年6月10日在杭州召开的中共中央政治局常委扩大会议上“各地学生要去北京，应该赞成，应该免费，到北京大闹一场才高兴呀”的预期相一致。这一举措，造成了原有运转秩序的全国性瘫痪。全国交通异常拥挤，各大中城市社会秩序陷入混乱，生产建设和民众生活受很大影响。
中共中央总书记习近平2024年2月赴天津市视察期间，公开提及自己在大串连期间在天津站站台购买包子的经历。